# 인터컨티넨탈 방송 공사
인터컨티넨탈 방송 공사(영어: Intercontinental Broadcasting Corporation/IBC)은 필리핀의 텔레비전 네트워크이다.

## 같이 보기
- 나라별 텔레비전 방송국 목록
- 피플스 텔레비전 네트워크
- 라디오 필리핀 네트워크